# Martensøya

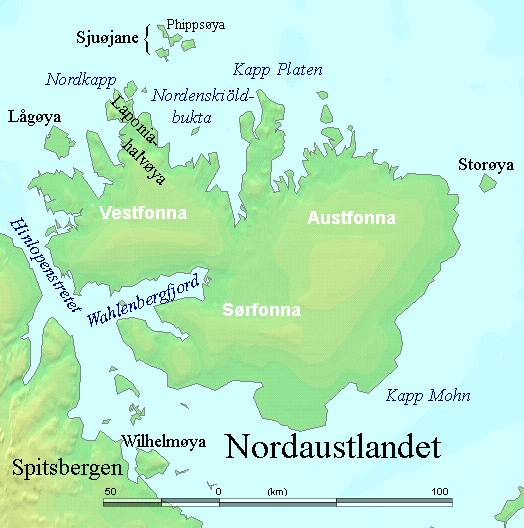
Lägeskarta

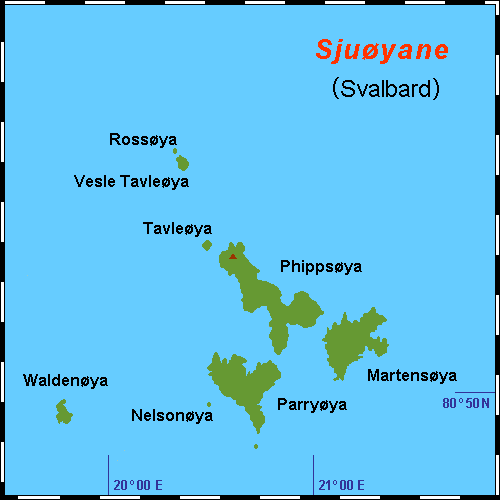
Sjuøyane

Martensøya (svenska Martensön) är en klippö i ögruppen Sjuöarna i nordöstra Svalbard. Ögruppen är det nordligaste området i Svalbard och en av Svalbards ytterpunkter .

## Geografi
Martensøya ligger cirka 350 km nordöst om Longyearbyen och cirka 50 km norr om Nordaustlandet vid Nordenskiöldbukta i Norra ishavet.
Ön ligger strax sydöst om huvudön Phippsøya som den östligaste ön i gruppen.
Förvaltningsmässigt ingår den obebodda Martensøya i naturreservatet Nordaust-Svalbard naturreservat .

## Historia
Sjuöarna upptäcktes möjligen redan 1618 av holländska valfångare från Enkhuizen.
Martensøya namngavs efter tyske upptäcktsresande Friderich Martens  som genomförde en expedition till området 1671 med fartyget "Jonas im Walfisch". Martens skrev 1675 boken "Spitzbergischer oder Grönländischer Reise-Beschreibung, gethan im Jahre 1671" som länge var ett standardverk inom naturhistoria.
Ön besöktes även av svenske Adolf Erik Nordenskiöld under dennes Svalbardexpedition 1861 tillsammans med geologen Otto Torell .
1973 inrättades Nordaust-Svalbard naturreservat .